# گیلان‌ده (نور)
گیلان‌ده (نور)، روستایی از توابع بخش چمستان شهرستان نور در استان مازندران ایران است.

## جمعیت
این روستا در دهستان میان‌رود قرار دارد و براساس سرشماری مرکز آمار ایران در سال ۱۳۸۵، جمعیت آن ۴۰۱ نفر (۹۵خانوار) بوده‌است.